# Behuria souza-limae
Behuria souza-limae är en tvåhjärtbladig växtart som beskrevs av Alexander Curt Brade. Behuria souza-limae ingår i släktet Behuria och familjen Melastomataceae. Inga underarter finns listade i Catalogue of Life.